# The Yellow Ticket (film fra 1918)
The Yellow Ticket er en amerikansk stumfilm fra 1918 af William Parke.

## Medvirkende
- Fannie Ward - Anna Mirrel
- Milton Sills - Julian rolfe
- Warner Oland - Andrey
- Armand Kaliz
- J. H. Gilmour
- Helene Chadwick - Seaton
- Leon Bary - Petrov Paviak
- Anna Lehr - Mary Varenka
- Dan Mason - Isaac Mirrel